# Die Autohändler
Die Autohändler – Feilschen, kaufen, Probe fahren ist eine von 2003 bis 2017 ausgestrahlte  Pseudo-Dokumentation, die auf dem Fernsehsender RTL zu sehen war. Die Inhalte nach Drehbuch sollten unterhaltsame Geschichten von Autoverkäufern als vorgetäuschte Dokumentarserie darstellen. Die Sendung wurde z. B. als Pausenfüller zwischen oder nach Formel-1-Übertragungen genutzt und war 30 Tage online bei TVNOW abrufbar.

## Konzept der Sendung
Bei der Sendung handelte es sich um eine Pseudo-Dokumentation, die den Eindruck einer Dokumentation erwecken sollte, obwohl die Handlung nach einem festen Drehbuch ablief. Dieser Eindruck wurde durch verschiedene stilistische und dramaturgische Mittel erreicht:
- Suggestion einer realen Situation durch Einblendungen, Off-Kommentare oder „Interviews“ mit den Darstellern,
- zur Schau gestellte Begriffsstutzigkeit der Akteure bzw. unterdurchschnittliche Problemlösefähigkeit,
- Simulation natürlicher Dialoge durch Zulassen von Versprechern, Sprechpausen und Durcheinanderreden,
- ausführliche Darstellung der Verkaufsräumlichkeiten.

Die Folgen hatten meist eine in sich abgeschlossene Handlung. Im Vergleich zu einer Gerichtsshow oder Talkshow sind kaum überraschende Wendungen vorhanden.

## Die Darsteller
In der Sendung wurden von verschiedenen Autohändlern Fahrzeuge an fiktive Kunden verkauft.

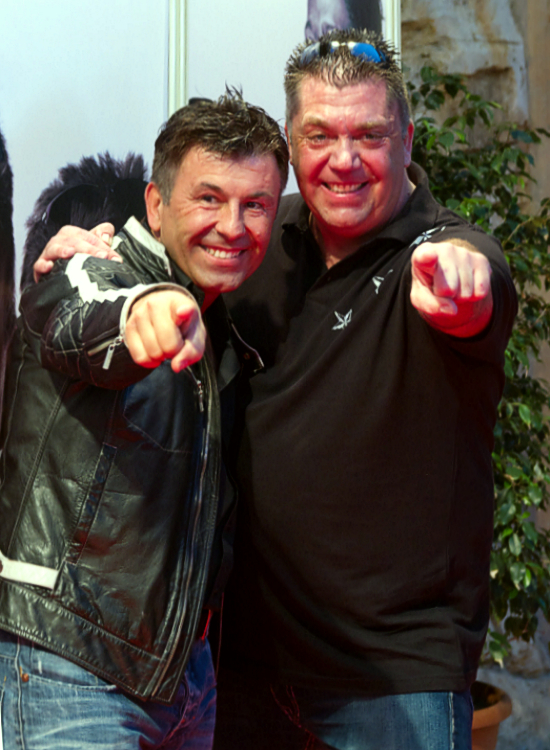
Jörg (r.) und Dragan von Die Autohändler im Mega-Park, 2011

Die zwei Gebrauchtwagenhändler Jörg Krusche und Dragan Prgesa aus Köln-Worringen sind die wohl bekanntesten Darsteller dieser Sendung. Durch mitunter fragwürdige Verkaufstechniken verkaufen sie jeden Gebrauchtwagen an ihre Kunden. Hervorzuheben sei noch der das Trio komplettierende „Micha“, der in dieser Rolle zum eigenen Leidwesen ständig von seinen beiden Chefs beschimpft und „Micha, du Stricher“ gerufen wird.
In der Regel wird pro Folge jeweils ein Auto an- und verkauft mit einem Gewinn, der die 50-Prozent-Schwelle nicht selten überschreitet. Manchmal werden auch angebliche Charity-Aktionen praktiziert und Kleinbusse an Kinder- bzw. Altenheime verschenkt – selbstverständlich gegen Spendenquittung. Auch wurden anlässlich eines Dankeschöns die Kölner Obdachlosen für eine Straßenbahnfahrt mit Gulaschkanone eingeladen. Des Weiteren fallen die Darsteller mit sexistischen Sprüchen und Handlungen auf. In einer Folge wird sich über die Homosexualität eines Autokäufers lustig gemacht. Die Rollen homosexueller Darsteller sind so geschrieben, dass Klischees und Vorurteile über Schwule bestätigt werden.
In der Realität organisieren die beiden Darsteller seit 1992 für RTL-Produktionen Fahrzeuge und bauen diese um, z. B. für Der Stau, Voll normal, Die Wache, SK-Kölsch und Danke Anke.

### Weitere Darsteller (Auswahl)
Der dargestellte Nobelkarossenverkäufer ist Spezialist für hochklassige Autos und verkauft in München Luxusmarken unter dem Motto „vom Durchschnitt meilenweit entfernt“. Die Kunden werden oftmals als naive Neureiche dargestellt, bei denen der Preis keine Rolle spielt.
Die Alfa-Romeo-Händler sind in einem Alfa-Romeo-Autohaus in Mönchengladbach angestellt. Durch schlagfertige Verkaufsargumente versuchen sie die Autos zu verkaufen. 
Der Mercedes-Benz-Verkäufer ist als Mercedes-Verkäufer in Dubai tätig. Zu seinen Kunden zählen hauptsächlich neureiche, deutsche Paare. In seiner Rolle setzt er auf außergewöhnliche Verkaufsstrategien. Darunter fallen unter anderem Fahrten durch die Wüste oder auf Rennstrecken, um die Qualitäten der Autos darzubieten.
Es sind weitere Darsteller verschiedener Autohäuser zu sehen, z. B. Nobelkarossen aller Art aus Hamburg. Es werden hochwertige Automobile verkauft. Kunden sind wohlhabende Ehepaare, teilweise aber auch Söhne oder Töchter von reichen Geschäftsleuten. Ein Verkäufer in Bergheim hat sich auf den Verkauf von amerikanischen Fahrzeugen spezialisiert. Die dargestellten Kunden sind meist auf der Suche nach extravaganten Automobilen, die nur schwer zu erwerben sind.

## Trivia
Jörg Krusche und Dragan Prgesa hatten durch das gestellte Leben als „windige Autohändler“ dieser Sendung mittlerweile einen Status erreicht, der ihnen verschiedene Auftritte bei Diskothekenveranstaltungen, vor allem im Riu Palace Mallorca, im Mega-Park und vereinzelt bei Neueröffnungen sowie Automessen einbrachte.